# Serge Panizza
Pour les articles homonymes, voir Panizza.
Serge Panizza, né le 19 novembre 1942 à Paris et mort le 24 mars 2016 à Reims, est un escrimeur français.

## Palmarès

### Championnats du monde
- Médaille de bronze en sabre par équipe aux Championnats du monde 1966 à Moscou
- Médaille de bronze en sabre par équipe aux Championnats du monde 1967 à Montréal

### Championnats de France
- Médaille d'or en épée individuelle aux Championnats de France 1970[2]